# 汤加语 (赞比亚)
東加語（英語：Tonga）也译通加语，是一種主要由贊比亞和津巴布韋的通加人（班图语中称为“巴通加人”，Batonga）講的班圖語。說這種語言的人主要生活在贊比亞南部和西部省份、津巴布韋北部和莫桑比克的少數地區。除了那些會雙語的贊比亞和津巴布韋人，Ila人、Iwe人、托卡人和萊亞人也會說這種語言。 和本巴語、洛奇語、尼昂家語一樣，東加語也是贊比亞通用語，主要通行于赞比亚的南部。這種語言和馬拉維的東加語並不十分接近。
与居住在现今赞比亚东部的通布卡人一样，通加语的使用者也属于班图人中最早定居的那一批。東加語有兩種區別明顯的方言：山谷東加語和高原東加語。前者主要流行於贊比西河河谷和巴通加人（Batonga，即通加人之意）分佈的一些南部地區，後者則主要在蒙澤縣及巴通加人分佈的北部地區。
東加語在歐洲傳教士到達之前並沒有從口頭語發展成為書面語。該語言本身並不標準化，當有必要寫出來的時候，即使同一種方言的使用者也會在同一個單詞的拼寫上出現分歧。

## 語言結構
湯加語遵循標准的班圖語支語言結構，一個單詞可能包含一個動詞、一個直接賓語、一個時態標記甚至一個間接賓語。
| 時態                     | 時態標記                            |
| ------------------------ | ----------------------------------- |
|                          | 主語-（時態標記）-動詞詞根-（結尾） |
| 一般現在時               | -（動詞詞根）                       |
| 現在完成時               | -a-（動詞詞根）-ide                 |
| 現在進行時               | -la-                                |
| 通常的現在時             | -la-（動詞詞根）-a                  |
| 較近的過去（今天之前）   | -ali--（動詞詞根）ide               |
| 一般過去時               | -aka-                               |
| 最近的過去進行時         | -ali-ku-（動詞詞根）                |
| 通常的過去進行時         | -akali-ku-（動詞詞根）              |
| 遙遠的過去               | -aka-                               |
| 較近的未來               | -la-                                |
| 一般將來時               | -ya-ku-（動詞詞根）-a               |
| 通常的未來               | -niku-（動詞詞根）-a                |
| 延伸的未來（明天或後天） | -yaku-(verb)-a                      |

## 表達
| 英語         | 湯加語    |
| ------------ | --------- |
| How are you? | Mwapona   |
| Good, Fine.  | kabotu    |
| Thank You.   | Twalumba  |
| Left.        | Chimwenhi |
| Right.       | Lulyo     |

## 外部連結
- Ethnologue report for Tonga （页面存档备份，存于）
- Universal Declaration of Human Rights in Chitonga （页面存档备份，存于）
- Glossary of Chitonga in English and German.
- Another Glossary. （页面存档备份，存于）